# Pitcairnia longissimiflora
Pitcairnia longissimiflora är en gräsväxtart som beskrevs av Ibisch, R.Vásquez och Elvira Angela Gross. Pitcairnia longissimiflora ingår i släktet Pitcairnia och familjen Bromeliaceae.
Artens utbredningsområde är Bolivia. Inga underarter finns listade i Catalogue of Life.